# Alina Kabajewa
Alina Maratowna Kabajewa (ros. Алина Маратовна Кабаева, ur. 12 maja 1983 w Taszkencie) – rosyjska gimnastyczka artystyczna. Jej ojciec jest Tatarem, a matka Rosjanką.

## Życiorys
Trenowała od czwartego roku życia. Zdobyła między innymi brązowy medal na letnich igrzyskach olimpijskich w Sydney w 2000 roku i złoty w Atenach w 2004, a także tytuły mistrza Europy (2001, 2002) i tytuły mistrza świata (2001, 2003). Po olimpiadzie w 2004 zakończyła karierę sportową i zajęła się działalnością polityczną. Do gimnastyki powróciła w 2007, zdobywając mistrzostwo świata z drużyną.
Od 2007 była deputowaną (do Dumy) partii Jedna Rosja z Tatarstanu. Pracowała w Komitecie Kultury Fizycznej, Sportu i Spraw Młodzieży. Była gimnastyczka Lajsan Utiaszewa mówiła, że po wejściu na szczyt drabiny społecznej Kabajewa wycofała się z życia społecznego oraz zerwała kontakty z dawnymi koleżankami z drużyny. Była także współautorem ustaw o zakazie adopcji rosyjskich dzieci przez obywateli Stanów Zjednoczonych i ustawy o obowiązku wpisywania organizacji pozarządowych otrzymujących finansowanie z zagranicy na listę zagranicznych agentów. W 2013 złożyła wniosek o wprowadzenie zakazu publikowania przez media danych i zdjęć dzieci będących ofiarami znęcania się i pedofilii.
W czasie uroczystości otwarcia igrzysk w Soczi w 2014 była jedną z osób zapalających znicz olimpijski. Jesienią tego samego roku zrezygnowała z mandatu z powodu podjęcia pracy na stanowisku przewodniczącej rady nadzorczej rosyjskiego holdingu medialnego, Narodowej Grupy Medialnej (ros. Национальная Медиа Группа).

## Poglądy polityczne
Kabajewa ma ukształtowany pogląd na rosyjską politykę. Jej zdaniem liderzy opozycji są „nikczemnikami” i „jak pająki w słoiku pożrą się nawzajem”, a najgorszy z nich jest Aleksiej Nawalny, który „jest zwykłym złodziejem i powinien siedzieć w więzieniu”.